# Ліпник (Сташовський повіт)
Ліпник (пол. Lipnik) — село в Польщі, у гміні Осек Сташовського повіту Свентокшиського воєводства.
Населення — 114 осіб (2011).
У 1975-1998 роках село належало до Тарнобжезького воєводства.

## Демографія
Демографічна структура на день 31 березня 2011 року:
|          | Загалом | Допрацездатний вік | Працездатний вік | Постпрацездатний вік |
| -------- | ------- | ------------------ | ---------------- | -------------------- |
| Чоловіки | 63      | 7                  | 45               | 11                   |
| Жінки    | 51      | 5                  | 26               | 20                   |
| Разом    | 114     | 12                 | 71               | 31                   |